# Някои го предпочитат горещо
„Някои го предпочитат горещо“ (на английски: Some Like It Hot) е американска ексцентрична комедия от 1959 г. Във филма участват Мерилин Монро, Джак Лемън, Тони Къртис и Джордж Рафт. Режисьор е Били Уайлдър.

## Сюжет
Внимание:  Текстът по-долу разкрива сюжета на произведението (или части от него)!
Действието се развива във времената Голямата депресия и Сухия режим в САЩ. Годината е 1929, а Джо и Джери - двама приятели и музиканти - току-що са останали безработни, след като полицията е погнала шефа на заведението (тип скийпийзи - тайна кръчма, маскирана като търговски обект от друг вид), в което са работили и който е мафиот и контрабандист на алкохол. Последният, Коломбо Гети (прототипът му изглежда е Ал Капоне) се разправя с доносника, който го е натопил, като устройва кървава баня за него и бандата му (мотивът предполагаемо е вдъхновен от прочутото Клане в деня на Св. Валентин, на 14 февруари 1929 г., когато хора на Капоне, преоблечени като полицаи, "арестуват" и след това избиват членовете на конкурентна банда). Джо и Джери - музикантите от кръчмата - неволно стават свидетели на престъплението и на свой ред са подгонени от мафиота и хората му. Успяват да се укрият, като започват работа в пътуваща момичешка музикална група, която се е запътила с влак към Маями, Флорида. Те се явяват на прослушването не в действителния си вид, а преоблечени и гримирани като жени (табуиран в съвременното на филма кино тип на травестия) и в този си образ бързо се сближават с новите си колежки, а най-вече с Шугър "Кейн"/Захарче Ковалчик (Sugar "Kane" Kowalczyk; името й се явява омоним на израза за захарна тръстика на английски: sugarcane и идва да покаже, че тя е сладка, в смисъл на мила, симпатична, обещаваща, дашна), певицата на групата и изпълнителка на укулеле (вид лютня, популярна на Хавайските острови).
Те и двамата се влюбват в нея, но този, който успява да я спечели е Джо (преструващ се на Джозефин), обаче пак не в действителния си вид, а в нова роля - тази на наследник на петролен магнат - това е когато те вече са в Маями. Пак там и Джери (все така в образа на музикантката Дафни) си намира заможен обожател на име Осгуд Филдинг III и даже му обещава да се ожени за него. От своя страна Джо (уж милионер), веднъж прелъстил Захарчето, бърза да я зареже, с което я хвърля в отчаяние, тъй като тя не знае, че той няма да замине в чужбина, а ще остане край нея, като беден музикант, което би им дало възможност да се оженят.
В действителност двамата приятели отново са принудени да бягат от мафиотите, понеже те са ги намерили. Обаче и Коломбо Гети е преследван, както от по-висш шеф, който иска да го премахне, като неблагонадежден, така и от полицията. В крайна сметка бандите влизат в престрелка, Коломбо е убит, а оцелелите - арестувани. За да се спасят от престъпниците, Шугър, с която Джо отново се е събрал - този път разкривайки й кой е всъщност, - и двамата приятели се качват на яхтата на годеника на Дафни (Джери, който продължава да се прави на жена, макар да разбира, че вече е прекалил, особено след като преотстъпва на Джо сватбения си подарък от Осгуд, за да го даде на Шугър, като прощален). Там мнимата музикантка се опитва да се отърве от неудобната си любовна връзка, но все още не и признавайки истинските си пол и самоличност. Но след като не успява да придума с други доводи богаташа да се откаже от женитбата им, смъква перуката си и изкрещява с мъжкия си глас: "Аз съм мъж, по дяволите!", в отговор на което пак получава утешителен отговор: "Е, никой не е съвършен."

## Актьорски състав
| Актьор          | Роля              |
| --------------- | ----------------- |
| Мерилин Монро   | Шугър Ковалчик    |
| Тони Къртис     | Джо/Джозефин      |
| Джак Лемън      | Джери/Дафни       |
| Джордж Рафт     | Коломбо Гети      |
| Пат О'Браян     | Мълиган           |
| Джо Е. Браун    | Осгуд Филдинг III |
| Неемия Пърсоф   | Малкия Бонапарт   |
| Джоан Шоули     | Сладката Сю       |
| Били Грей       | Сиг Поляков       |
| Джордж Е. Стоун | Чарли Клечката    |
| Дейв Бари       | Бийнсток          |

## Награди и номинации
Филмът печели Оскар за най-добър художник по костюмите в черно-бял филм (Ори-Кели), а Джак Лемън печели номинация за най-добра мъжка роля. Освен това филмът е номиниран за най-добър художник, най-добра операторска работа, най-добър режисьор и най-добър сценарий. Филмът е обявен за „важен за културата“ от Библиотеката на Конгреса на САЩ и подбран за запазване в Националния филмов регистър.

## Цитати
Осгуд: „Аз съм Осгуд Филдинг III“ (Джери е изпуснал обувката си и Осгуд му повдига крака, за да я сложи)
Джери: „Аз пък съм Пепеляшка II“
Джери (като Дафни): „Ти не разбираш, Осгуд. Аз съм мъж!“
Осгуд: „Е, никой не е съвършен.“

## Любопитно
- Съветското заглавие на филма е „В джазе только девушки“ ('Има само жени в джаза').
- Работното заглавие на филма е „Not Tonight, Josephine!“ ('Не довечера, Джозефин!').
- В началото Били Уайлдър искал Франк Синатра да играе Джери/Дафни.
- Първоначалният избор на Уайлдър за ролята на Шугър била Мици Гейнор.
- Монро искала филмът да бъде цветен (договорът ѝ я задължавал всичките ѝ филми да са цветни), но Били Уайлдър я убедил, че трябва да бъде черно-бял, тъй като пробите с костюми показали, че гримът на Къртис и Лемън придава на лицата им зелен оттенък.
- На Монро ѝ трябвали 47 дубъла, за да каже правилното „Аз съм Шугър“, а не „Шугър, това съм аз“ или „Това е Шугър, аз“. След 30-ия дубъл Уайлдър пише репликата на черна дъска. В една друга сцена Монро трябва да рови из шкафовете и да каже „Къде е бърбънът?“. След 40 дубъла, в които тя казва „Къде е уискито?“, „Къде е бутилката?“ или „Къде е бонбонът?“, Уайлдър пише правилната реплика на шкафа. Но тъй като Монро се объркала относно в кой шкаф се намирала репликата, Уайлдър я залепя на всеки шкаф. Необходими са 59 дубъла за тази сцена и когато накрая го казва, тя е с гръб към камерата, което може и да означава, че Уайлдър накрая се е отказал и е дублирал репликата.
- Коломбо (Джордж Рафт) вижда един от гангстерите на Бонапарт да подхвърля монета и го пита „Откъде научи този евтин трик?“. В Белязаният (1932) Рафт играе гангстер, който се е запомнил като човекът, който подхвърля монета.
- След много дубъли на сцената с целувките, Тони Къртис се оплаква, че да целуваш Монро е „като да целуваш Хитлер“ (по-късно той признава, че е било удоволствие, и че няма спомени да е казвал „нещото“ за Хитлер).
- Хотелът във Флорида, в който отсядат, всъщност е Хотел дел Коронадо в Сан Диего, Калифорния.
- Кабаретен танцьор се опитва да научи Тони Къртис и Джак Лемън да ходят с токчета. След една седмица Лемън се отказва от помощта му, като казва, че не иска да върви като жена, а като мъж, опитващ се да върви като жена.
- Дани Кей и Боб Хоуп отначало били взети предвид за ролите, които по-късно взели Лемън и Къртис.
- Антъни Пъркинс се явява на прослушване за ролята, която Лемън получава по-късно.

## Технически подробности
Времетраене на Филма: 120 минути, ч/б.

## „Някои го предпочитат горещо“ В България
В България първоначално филмът е излъчен с дублаж по Първа програма на Българската телевизия на 25 декември 1983 г. Екипът се състои от:
| Превод              | Ани Еврева                                                                                           |
| Редактор            | Лидия Димова                                                                                         |
| Озвучаващи артисти  | з.а. Марин Янев Венета Зюмбюлева Мариана Димитрова Константин Цанев Иван Балсамаджиев Кирил Варийски |
| Тонрежисьор         | Румяна Гунинска                                                                                      |
| Режисьор на дублажа | Мария Николова                                                                                       |

През 2007 г. се издава на DVD и BlueRay Disc, издадени от Александра видео със субтитри на български. През 2000-те и началото на 2010-те години се излъчва по локалната телевизия MGM (по-късно AMC) също с български субтитри.
През 2014 и 2017 г. е излъчен отново по БНТ 1 със субтитри на български, направени от продуцентски център „Външна телевизионна продукция“. Преводът на субтитрите е на Цветелина Николова.